# Малък Мечит
Малък Мечит е връх в Мальовишкия дял на Северозападна Рила, висок 2535 m.
Намира се на Мальовишкото било, между връх Голям Мечит (Мечит) от югозапад, с който е свързан с къс скалист билен участък, и връх Будачки камък от североизток, от който го отделя седловина.
Северозападните му склонове са стръмни, скалисти и каменисти и се спускат към долината на река Голяма Лопушница. Югоизточните му склонове също са много стръмни, но покрити в по-голямата си част с клек и трева; те се спускат до дълбоката долина на река Леви Искър.
През масива на върха минава някогашният път от Говедарци към заслона „Кобилино бранище“ и Рилския манастир. Лятната и зимната пътека за Кобилино бранище имат отклонение за хижа „Мальовица“.
Върхът е на 2.30 ч. от х. „Мечит“, на 50 минути от връх Будачки камък и на 30 минути от връх Мечит.